# برج الشيخ الشبلي
برج الشيخ شبلي (بالفارسية: برج شیخ شبلی) هو برج تاريخي يعود إلى عصر الدولة السلجوقية، ويقع في دماوند.